# Georg Christoph Eimmart

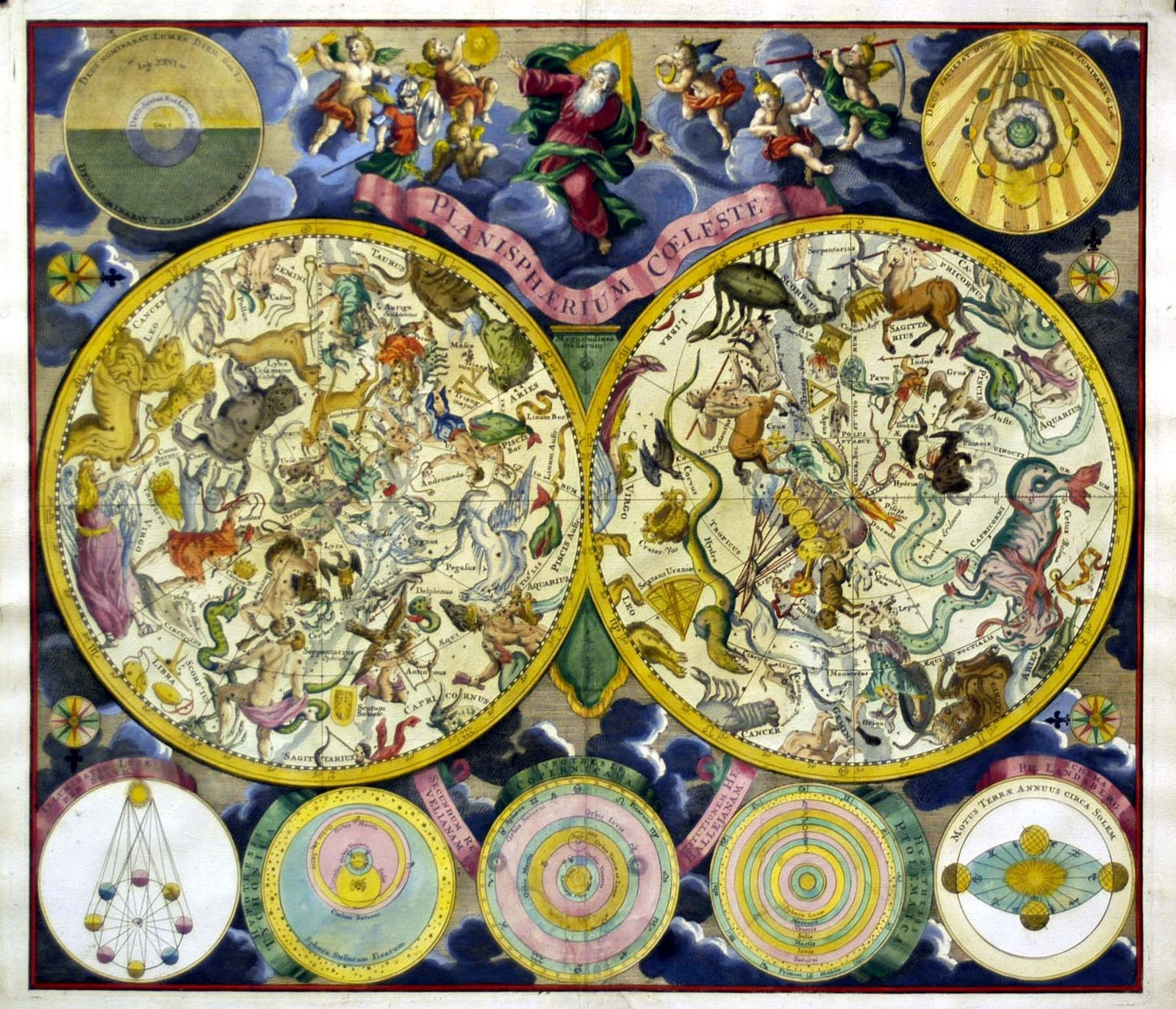
Planisphaerium Cœleste, original de poco antes de 1705, copia de 1730 por Matthäus Seutter

Georg Cristoph Eimmart (Ratisbona, 22 de agosto de 1638- Núremberg, 5 de enero de 1705) fue un astrónomo, matemático y grabador alemán. También fue fundador del observatorio de Núremberg.
| Eimmart era hijo de Georg Christoph Eimart el Viejo (1603-1658), que también fue un grabador y pintor (entre sus obras figuran notables retratos, paisajes, naturalezas muertas, y temas históricos); y de Christine Banns (? -1654), hija de Damian Banns, un austríaco dedicado al cobro de derechos de paso. Tras ser instruido por su padre, se matriculó en 1665 en el Gymnasio poético de Jena, hoy conocido como Gymnasium Albert-Magnus. Estudió matemáticas como alumno de Erhard Weigel, tras lo que continuó su formación académica en la Universidad de Jena entre 1654-1658. Eimmart el Joven residía en Núremberg, donde murió en 1705. Grabó algunas planchas de cobre para Sandrart de corte académico, y un conjunto de pequeños grabados de ruinas, edificios, y jarrones ornamentados con figuras. También fue matemático y astrónomo, publicando en 1701 Iconographia nova contemplationum de Sole. El 20 de abril de 1668 se casó con María Walther, hija del tasador Christian Walther. Tuvieron un hijo (que no llegó a la edad adulta) y una hija, Maria Clara Eimmart (1676-1707), que también se dedicó al grabado, por lo general trabajando con su padre. Maria se casó con el astrónomo J. H. Müller, y murió en Altdorf en 1707. Eimmart estableció el primer observatorio astronómico en Núremberg. La importancia del propio Observatorio es mucho mayor que la de los trabajos científicos realizados desde allí, ya que la precisión de sus mediciones era similar a la de los valores que Tycho Brahe ya había alcanzado alrededor de 100 años antes. Sin embargo, Eimmart supo rodearse de numerosos jóvenes, a los que dispensó una sólida formación introductoria en astronomía, y por otro lado abrió su observatorio a la población, realizando eventos especiales de observación del cielo. De hecho, se puede considerar como el primer observatorio público de los tiempos modernos. |

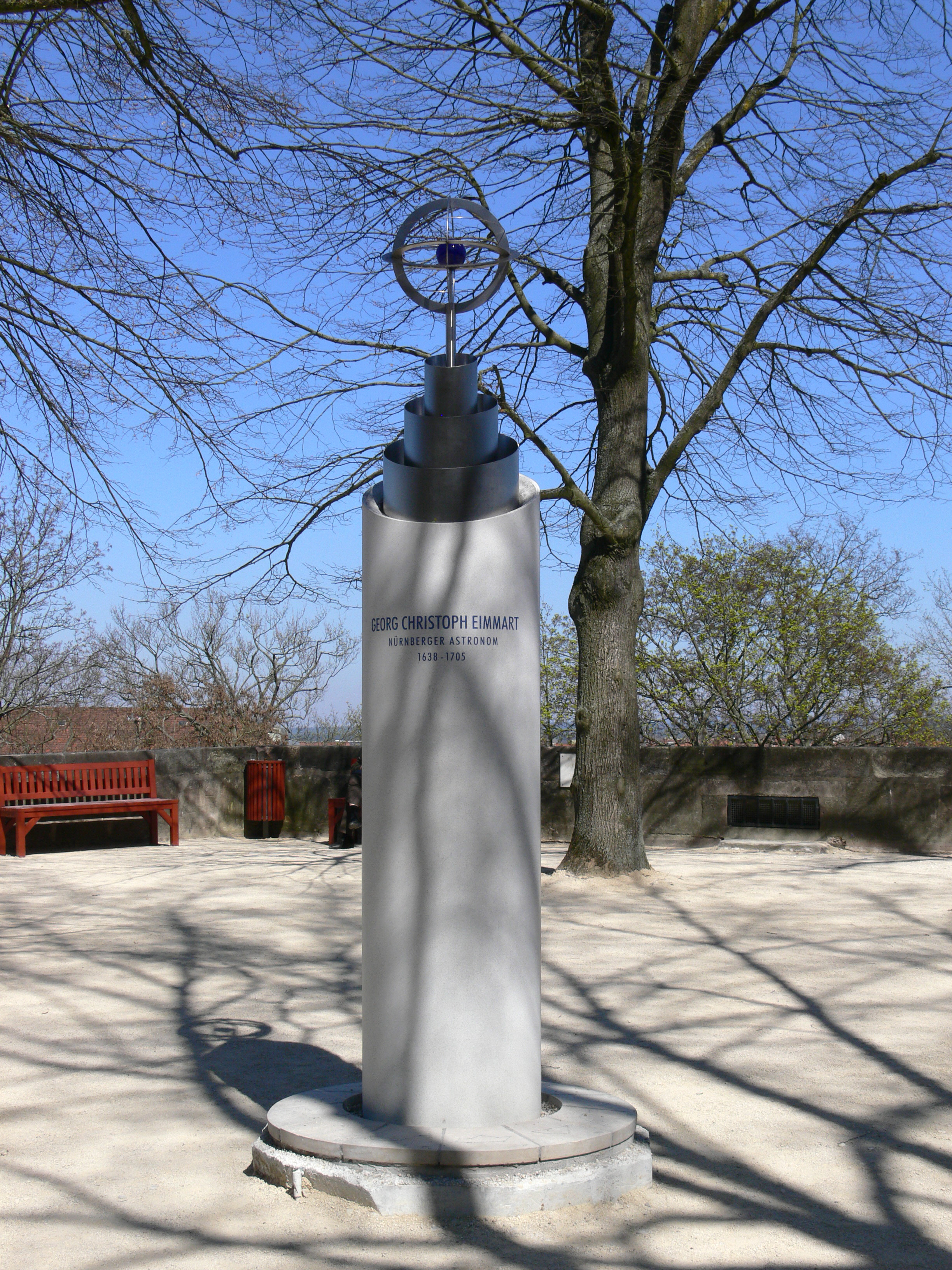
Monumento a Eimmart en el Vestnertorbastei, cerca del Castillo de Núremberg

## Eponimia
- El cráter lunar Eimmart lleva este nombre en su memoria.[3]